# Mimegralla maynei
Mimegralla maynei är en tvåvingeart som först beskrevs av Verbeke 1955.  Mimegralla maynei ingår i släktet Mimegralla och familjen skridflugor.
Artens utbredningsområde är Kongo. Inga underarter finns listade i Catalogue of Life.